# امیل-رنه منار

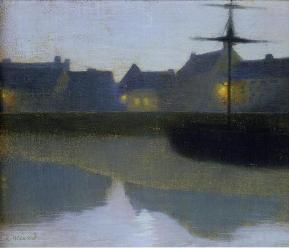
گرگ و میش در کانال (رنگ روغن روی بوم) سال ۱۸۹۴

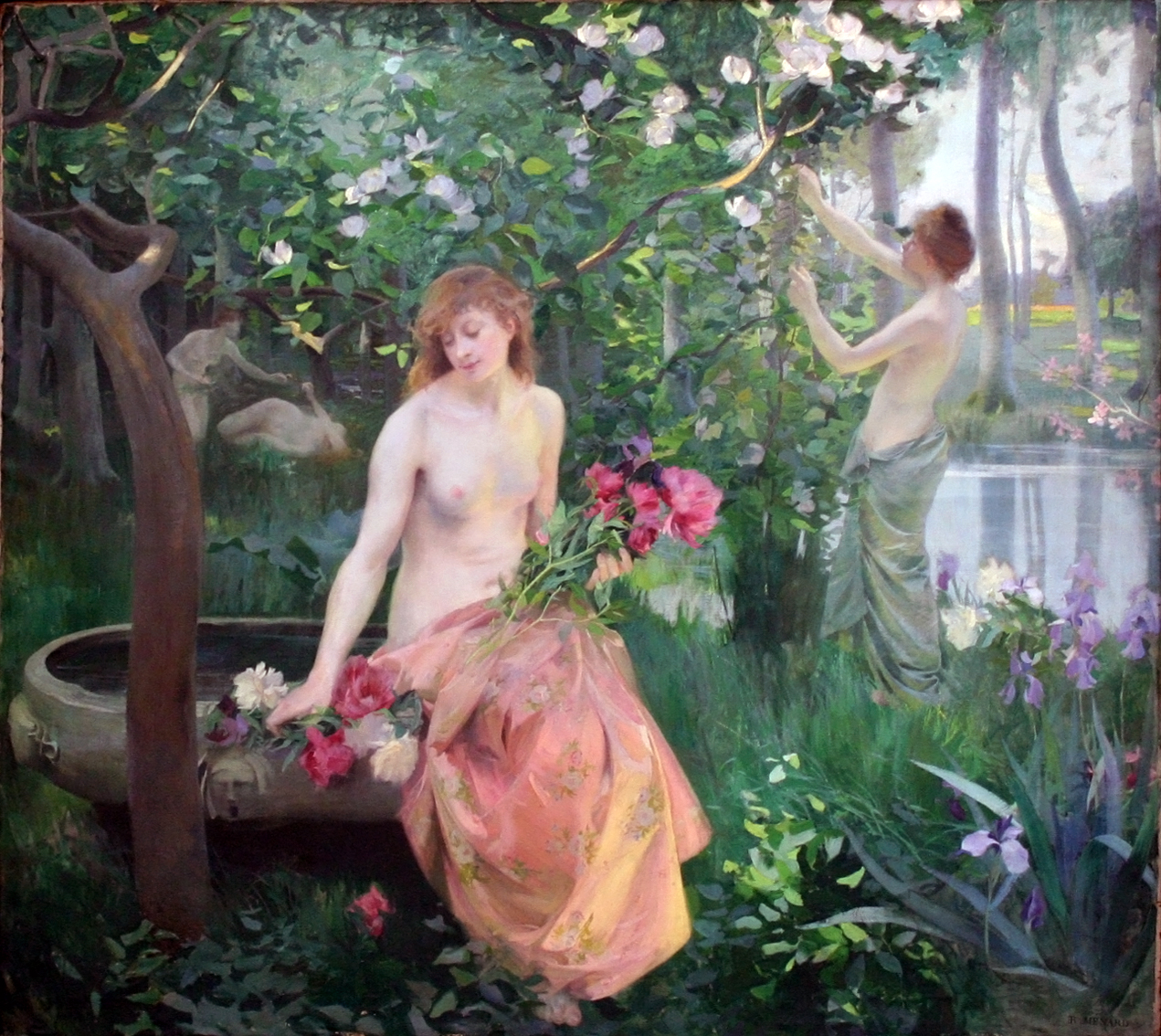
بهار (رنگ روغن روی بوم)

امیل-رنه منار (به فرانسوی: Émile-René Ménard)،(زاده۱۸۶۱ -درگذشته ۱۹۳۰) نقاشی فرانسوی بود که در پاریس متولد شد. او از کودکی در محیطی هنری غوطه‌ور بود:ژان باپتیست کامی کورو، ژان‌فرانسوا میله و نقاشان مکتب باربیزون به خانه آنها رفت‌وآمد دائمی داشتند، و او را هم با چشم‌انداز و هم موضوعات قدیمی آشنا کردند.